# Tistory
Tistory (en hangul, 티스토리) es un servicio de publicación de blogs de Corea del Sur que permite crear blogs privados o multiusuarios. Primero fue iniciado por Tatter and Company, una compañía desarrolladora de plataformas de blogs que desarrolló el software Tattertools, con Daum Communications, el principal portal web en Corea del Sur en 2006. En julio de 2007, todos los derechos para administrar los servicios fueron asumidos por Daum.